# 카리 히에탈라흐티
카리유카 히에탈라흐티(핀란드어: Kari-Jukka Hietalahti, 1964년 9월 13일~)는 핀란드의 배우, 각본가이다.

## 작품 목록

### 영화
- 톰 오브 핀란드 (2017년) - 살린 역
- 헤비메탈사우르스의 모험 (2015년)
- 래플랜드 오딧세이 2 (2015년)
- 카파리 (2013년)
- 니코: 산타비행단의 모험 (2012년) - 아르마스 목소리 역
- 헬싱키 (2009년)
- 니코 (2008년) - 아르마스 목소리 역
- 러버스 앤 리버스 (2002년)
- 롤리 (2001년)